# مفرش الطاولة

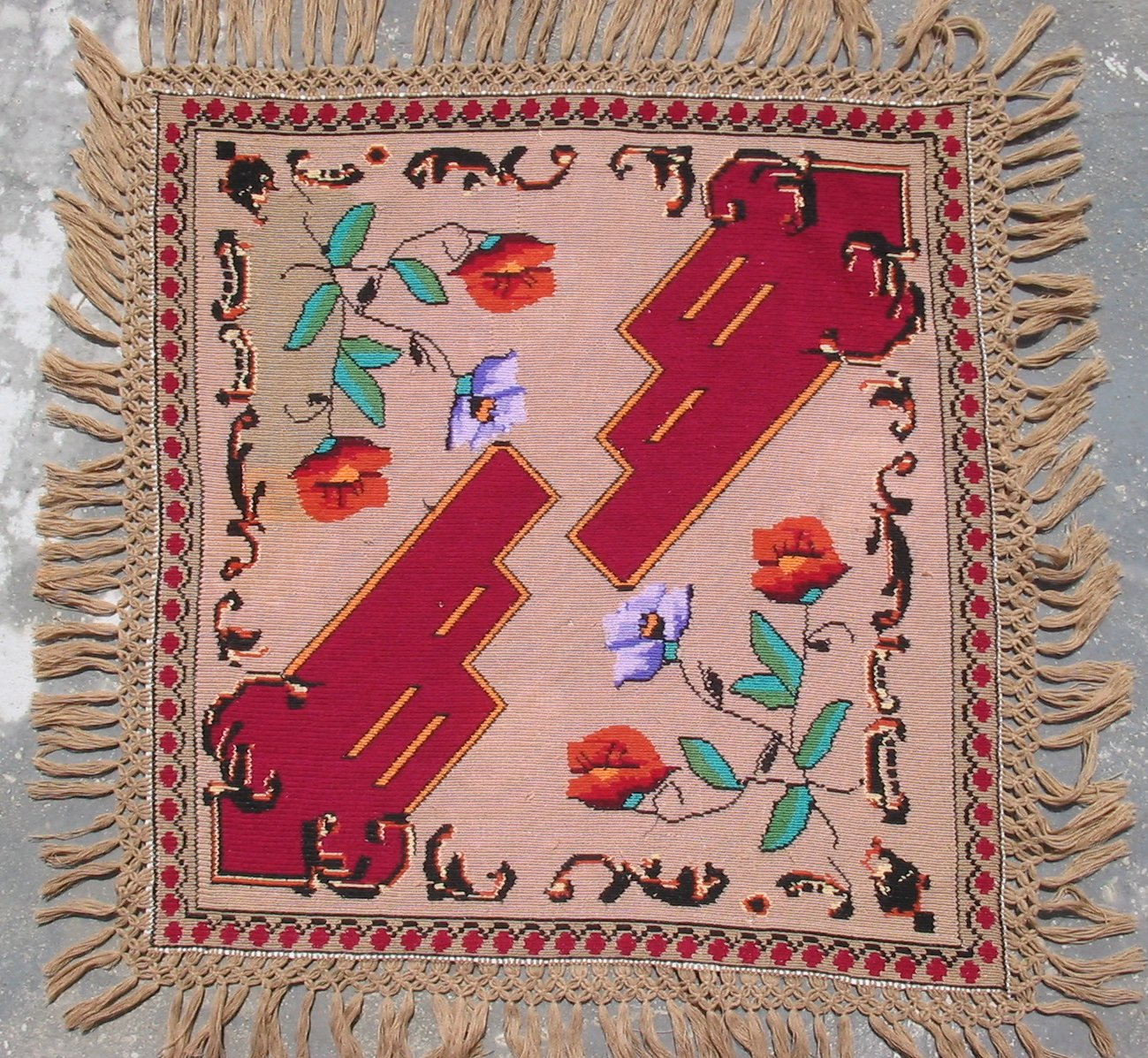
مفرش الطاولة الروماني التقليدي مصنوع في مراموريش

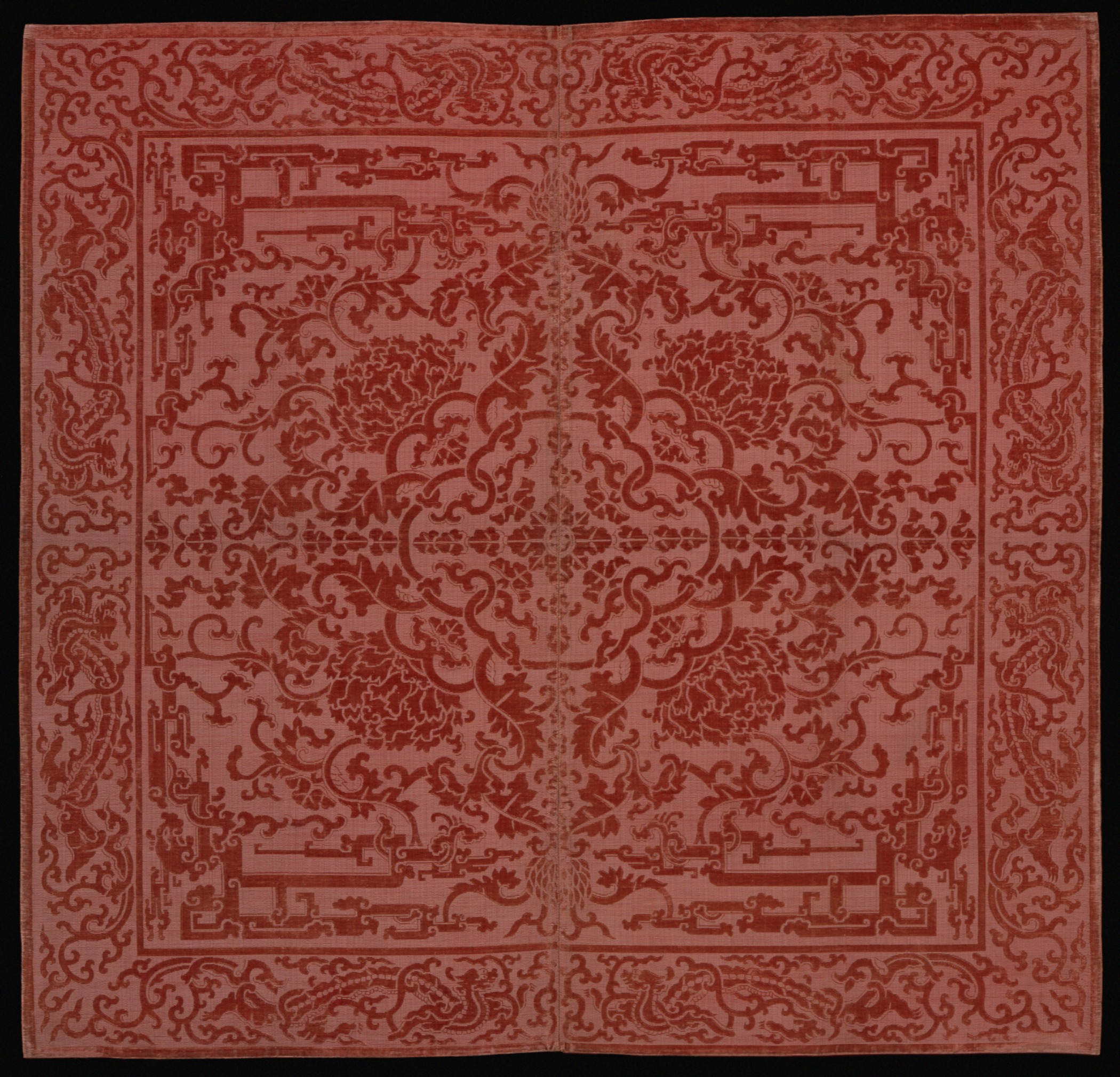
غطاء طاولة مربعة ، أسرة تشينغ ، فترة تشيان لونغ ، 1736-1795 ، الصين. قطع القطيفه الحريريه والمفرغه.

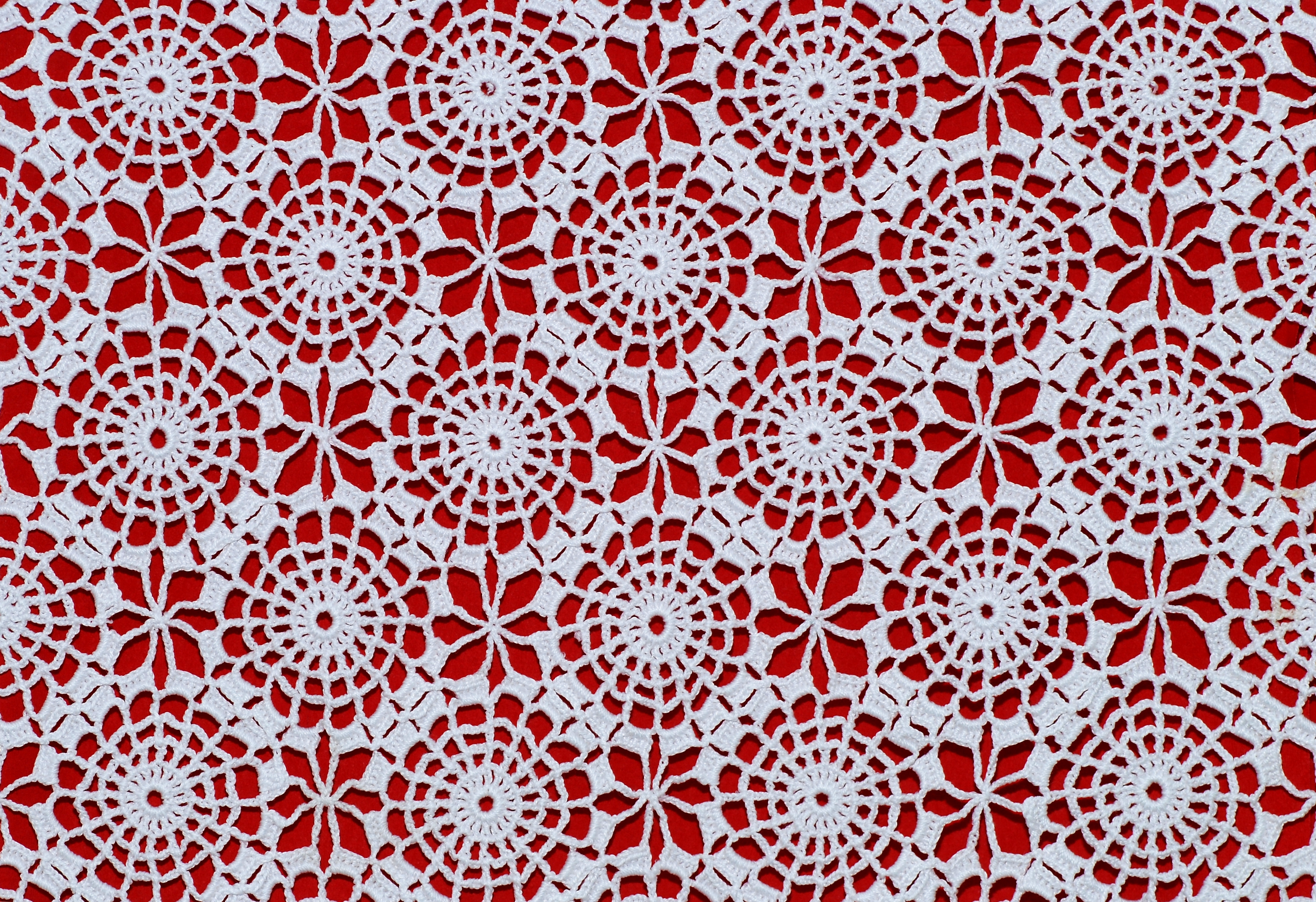
تفاصيل من مفرش المائدة المعقف

السِّماط أو مفرش الطاولة أو المائدة أو السفرة هو قطعة قماش تستخدم لتغطية طاولة. بعضها أغطية مزخرفه، والتي قد تساعد أيضًا في حماية الطاولة من الخدوش والبقع. تم تصميم مفارش الطاولات الأخرى لكي توضع على مائدة  قبل وضع أدوات المائدة والطعام. تم تصميم بعض مفارش المائدة كجزء من الإعداد العام للطاولة، مع مناديل منسقة، أو مفارش، أو قطع زخرفية أخرى. أنواع خاصة من مفارش المائدة تشمل «المفرش المتدلي» التي تتدلى اطرافه على الطاولة من طرفين فقط و «واقيات الطاولة» التي توفر طبقة مبطنة تحت مفرش المائدة العادي.

## الاشكال والاحجام
الأشكال الأكثر شيوعًا لمفارش الطاولة هي أشكال دائرية أو مربعة أو بيضاوية أو مستطيلة، وهي مطابقة لأشكال الطاولات الأكثر شيوعًا. عادة ما تحتوي مفارش الطاولات على بروز متدلي، يشار إليه باسم «السقوط». يتراوح الانخفاض بشكل عام من 6 إلى 15 بوصة على كل جانب من جوانب الطاولة، مع انخفاض أقصر لتناول الطعام غير الرسمي وإسقاط أطول للمناسبات الرسمية. في بعض الأحيان يتم استخدام مفرش يصل إلى الأرض. تتوفر أيضًا مفارش الطاولة المصنوعة حسب الطلب، ويختار بعض الأشخاص صنعها بمفردهم.

## الأقمشة والعناية
اليوم، تُصنع مفارش مائدة الطعام عادةً من القطن، أو مزيج بوليستر مع  قطن، أو مادة مغلفة بالبوليستر فينيل كلوريد يمكن مسحها وتنظيفها، ولكن يمكن تصنيعها تقريبًا من أي مادة، بما في ذلك الأقمشة الرقيقة مثل الحرير المطرز. تعتبر سهولة الغسيل من الاعتبارات الهامة لمفارش الطاولات المستخدمة في تناول الطعام، حيث يسهل اتساخها.

## التاريخ

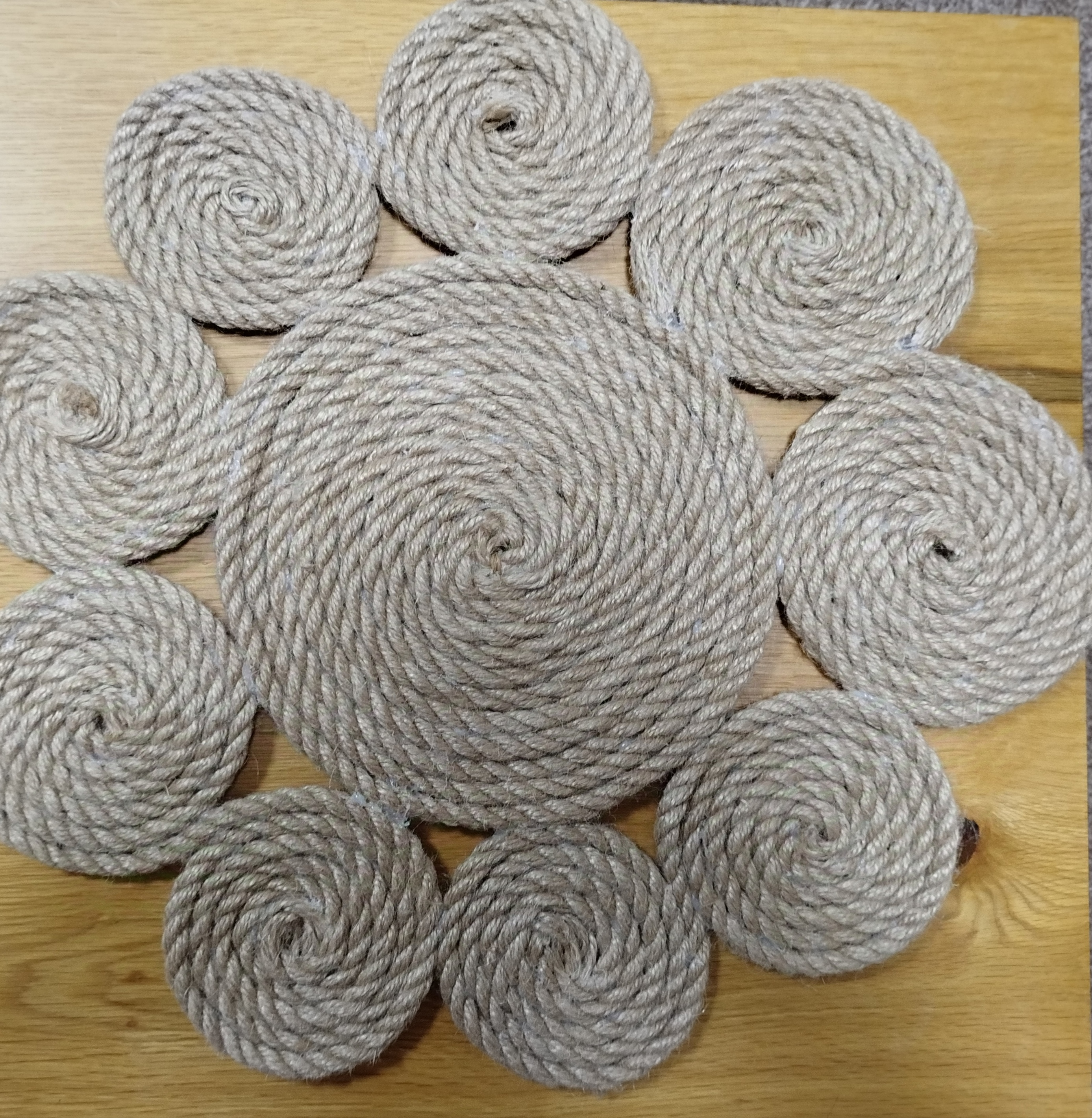
طبق خيش أو مفرش الطاولة، منسوج من الخيش يوضع لحفظ الأشياء والطعام

في العديد من الثقافات الأوروبية، كان غطاء الطاولة الأبيض، أو الذي يسوده اللون الأبيض، هو الغطاء المناسب لطاولة العشاء. في فترة العصور الوسطى المتأخرة، كان فرش الكتان الأبيض عالي الجودة أو القماش القطني على الطاولة جزءًا مهمًا من التحضير لوليمة في أسرة ثرية. بمرور الوقت، أصبحت عادة ترتيب أدوات المائدة على القماش أمرًا شائعًا لمعظم الطبقات الاجتماعية باستثناء الفئات الأشد فقرًا.  مع تغير عادات الأكل في القرن العشرين، تم تطوير مجموعة أكبر بكثير من أنماط إعداد المائدة. لا تزال بعض وجبات العشاء الرسمية تستخدم مفارش المائدة البيضاء، غالبًا بنسيج دمشقي، لكن الألوان والأنماط الأخرى شائعة أيضًا.

## حالات خاصة
تُصنع مفارش المائدة والمناديل المصنوعة من بيروجيا منذ العصور الوسطى. هذه المفارش بيضاء مع خطوط وأنماط زرقاء منسوجة بطريقه مميزة. يرتبط هذا النمط أيضًا ببياضات الكنيسة.
كانت التصميمات الداخلية الفيكتورية مليئة بالستائر السميكة المهدبة بألوان عميقة، بما في ذلك مفارش الطاولة التي تصل إلى الأرض.